# Happy Valley (Hong Kong)
Pour les articles homonymes, voir Happy Valley.

Drapeau de Hong-Kong

Happy Valley est un quartier à revenu élevé du centre de Hong Kong. Il est rattaché administrativement au district de Wan Chai. Son ancien nom est la Wong Nai Chung Valley, en raison de la rivière de boue jaune qui la sillonnait autrefois Wong Nai Chung veut dire en chinois « rivière de boue jaune ». Le nom de Happy Valley lui a été donné par les Britanniques dans les années 1840, par euphémisme, car alors zone marécageuse, de nombreux soldats y moururent de paludisme.
Aujourd'hui zone importante et très dynamique de Hong-Kong, le quartier densément bâti abrite au milieu de ses hauts immeubles le grand champ de courses de la ville: l'hippodrome de Happy Valley qui peut accueillir jusqu’à 45 000 personnes.

## Localisation

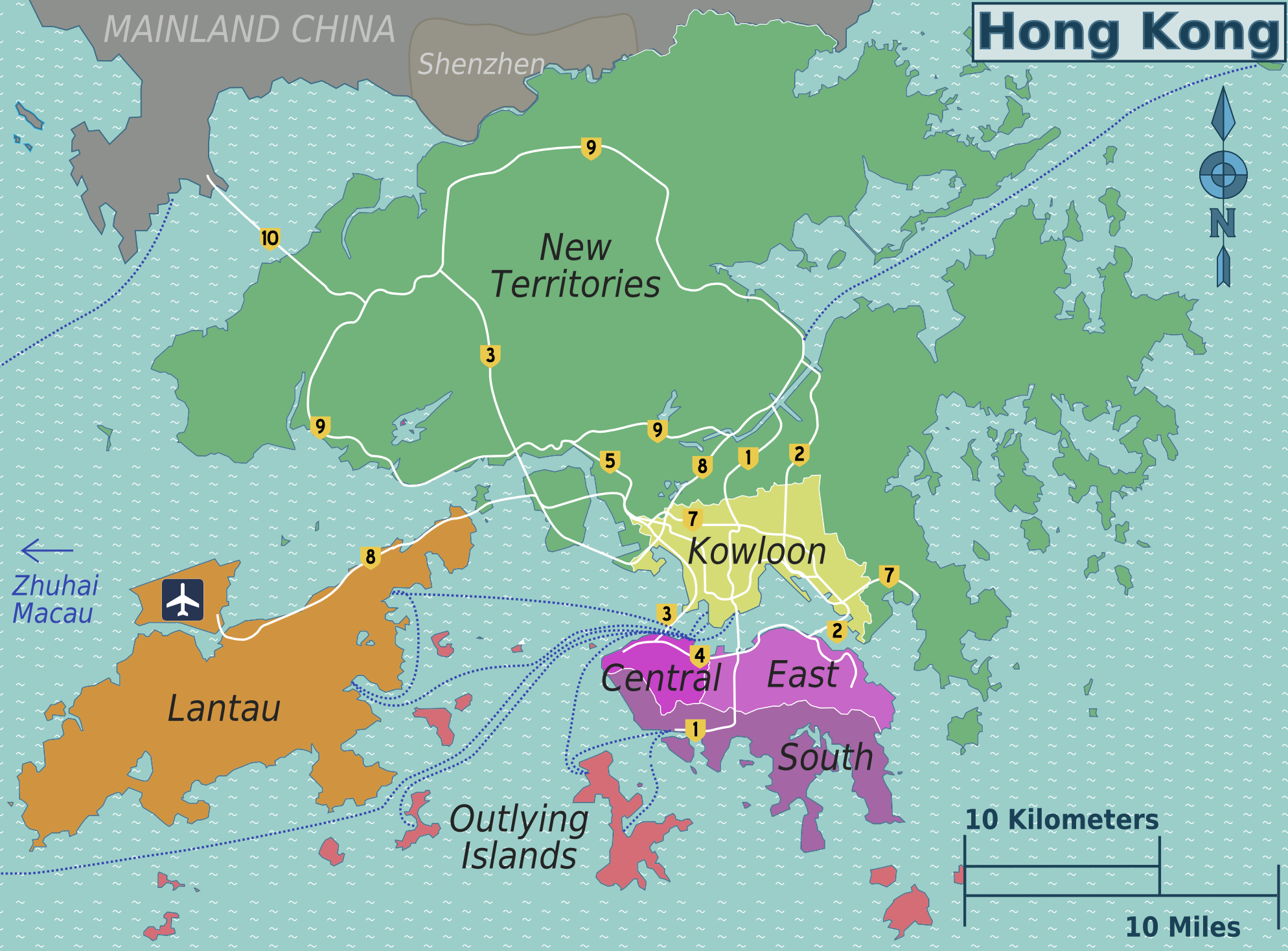
Ainsi, Happy Valley se trouve à la frontière entre le district Central et le district East vers le marqueur nº4.

Le quartier d'Happy Valley se trouve sur l’île principale du territoire, l'île de Hong Kong (Hong-Kong Island), contigu au quartier de Wan Chai et très proche de celui de Central, où se trouve le Central Business District (CBD), le quartier d'affaires de Hong-Kong.
Happy Valley se trouve à proximité de la baie de Hong-Kong. Depuis certains de ses bâtiments[Lesquels ?], les feux d’artifice du  nouvel an chinois peuvent être aperçus.

## Climat

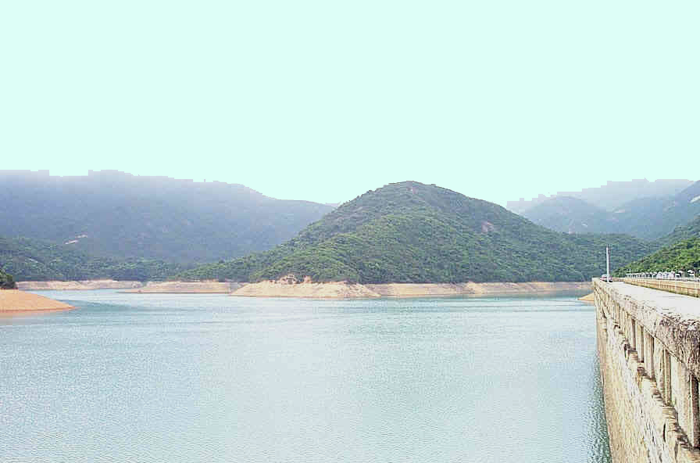
Réservoir de Tai Tam.

Hong-Kong possède un climat subtropical avec une saison des pluies très marquée. Les températures oscillent tout au long de l’année entre 13 et 30 °C. En été, le taux d’humidité peut dépasser les 95 %. Les typhons sont fréquents de juillet à septembre.    
La topographie particulière de Happy Valley, bordée d’un côté par la baie de Hong-Kong et de l’autre par des collines et le réservoir de Tai Tam (en), un des plus importants de l’île, rend cette zone particulièrement humide et chaude. C’est d'ailleurs à Happy Valley qu’ont été enregistrées historiquement les températures les plus élevées sur l’île de Hong-Kong[réf. nécessaire].
Cette très forte humidité et chaleur favorise énormément le développement de moustiques et autres insectes ainsi qu’une végétation luxuriante.

## Risques naturels
Hong-Kong  est régulièrement affecté par des typhons, cyclones tropicaux du Pacifique ouest, et aussi par des pluies torrentielles (black rain). 
Happy Valley, située dans le bas de la vallée, est une des zones les plus à risques en termes de glissements de terrain et d’inondations mais aussi l’une des mieux préparées. Sous le gigantesque terrain ovale qui abrite l'hippodrome de Happy Valley et plusieurs terrains de football, a été creusée une grande cavité en pente qui récolte les eaux de pluie en cas de fortes précipitations.

## Histoire

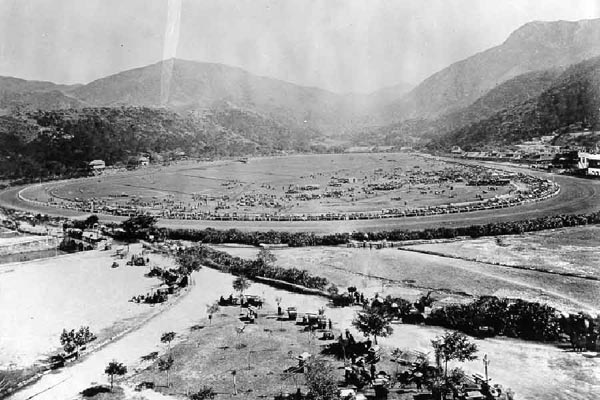
Happy Valley en 1873, marais et rizières

Happy Valley était désignée à l’origine comme Wong Nai Chung Valley. Le fleuve Wong Nai Chung irriguait les rizières de la vallée avant la construction de l’hippodrome de Happy Valley.
En 1840, l’armée Britannique créa un camp militaire sur Hong Kong Island. Un comptoir commercial fut  établi dans Happy Valley en raison de son emplacement (près de la baie et abrité par les collines). Cependant de nombreux cas de paludisme et de décès sont survenus à cause de la proximité de marécages obligeant l’armée à abandonner les lieux. À l’époque, le paludisme et sa transmission étaient inconnus, et les soldats souffraient d’une fièvre incurable et souvent fatale. 
Le taux de mortalité dans la zone étant très élevé, la vallée s’est transformée en cimetière géant. On a renommé donc la vallée « Happy Valley », euphémisme anglais pour désigner cette tombe colossale. 
En 1846, les Britanniques ont entrepris la construction d’un hippodrome. Les rizières ont été asséchées et la rivière Wong Nai Chung détournée dans le Bowrinton Canal (Ngo Keng Kan en chinois), maintenant recouvert par Canal Road. 
En 1918, un incendie éclata dans l’hippodrome, provoquant la mort de 590 personnes. Un mémorial pour les victimes fut érigé.
En 1922, le Sanatorium, un grand hôpital a ouvert ses portes dans le centre de Happy Valley. Cet hôpital est toujours opérationnel de nos jours.

### Happy Valley durant la Seconde Guerre mondiale
Le 8  décembre 1941, l’armée impériale japonaise commença à envahir Hong Kong. Le 19 décembre, elle gagna la colline Est de la vallée et marcha sur Blue Pool Road (en), massacrant un grand nombre de civils chinois à la baïonnette. De nombreux soldats britanniques et de civils hongkongais furent emprisonnés dans des conditions déplorables par les troupes japonaises dans une maison que l’on a nommée « le Trou noir de Hong-Kong ».
L’armée britannique capitula le 25 décembre 1941 et le territoire resta occupé par les Japonais jusqu'en août 1945, peu de temps avant la capitulation du Japon.
Pendant cette bataille, l’armée japonaise a bombardé fortement et régulièrement la vallée. De nos jours, lors d'excavations pour bâtir les fondations de nouveaux bâtiments, il n’est pas inhabituel de retrouver des bombes non explosées de cette époque.

## Happy Valley aujourd’hui

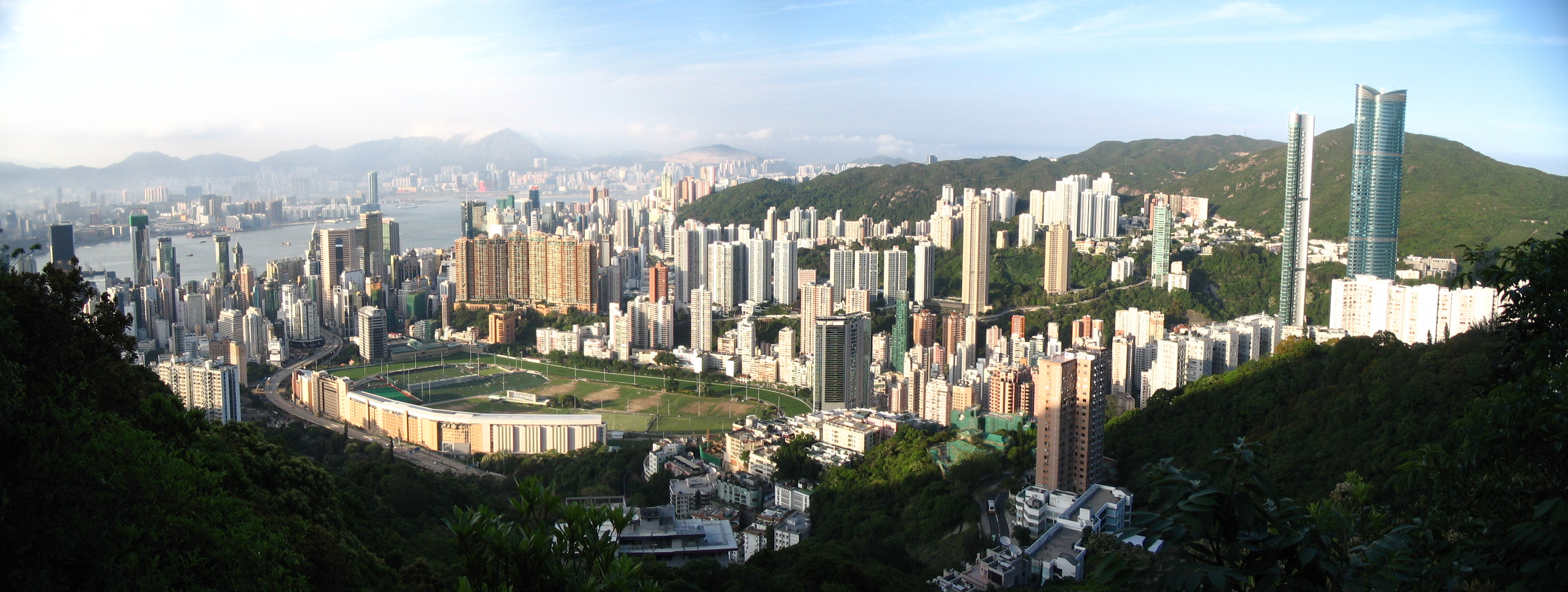
vue d’ensemble de Happy Valley avec le champ de course

Happy Valley est aujourd’hui une zone assez aisée de Hong-Kong, qui mélange locaux et expatriés. Elle abrite deux des plus hautes tours résidentielles de Hong-Kong, le « Highcliff » et le « Summit » (72 étages).
Il y a six cimetières dans Happy Valley:  the Jewish Cemetery, the Hindu Cemetery, the Parsee Cemetery, Hong-Kong Cemetery, the Muslim Cemetery et le St.Michael’s Catholic Cemetery.
Le Hong Kong Racing Museum et le champ de courses se trouvent au centre de Happy Valley. Chaque fois qu'une course se déroule, la circulation doit être modifiée et la route peut être fortement encombrée. Chaque mercredi soir, lors des courses, les lumières de l'hippodrome illuminent la vallée.

## Moyens de transport

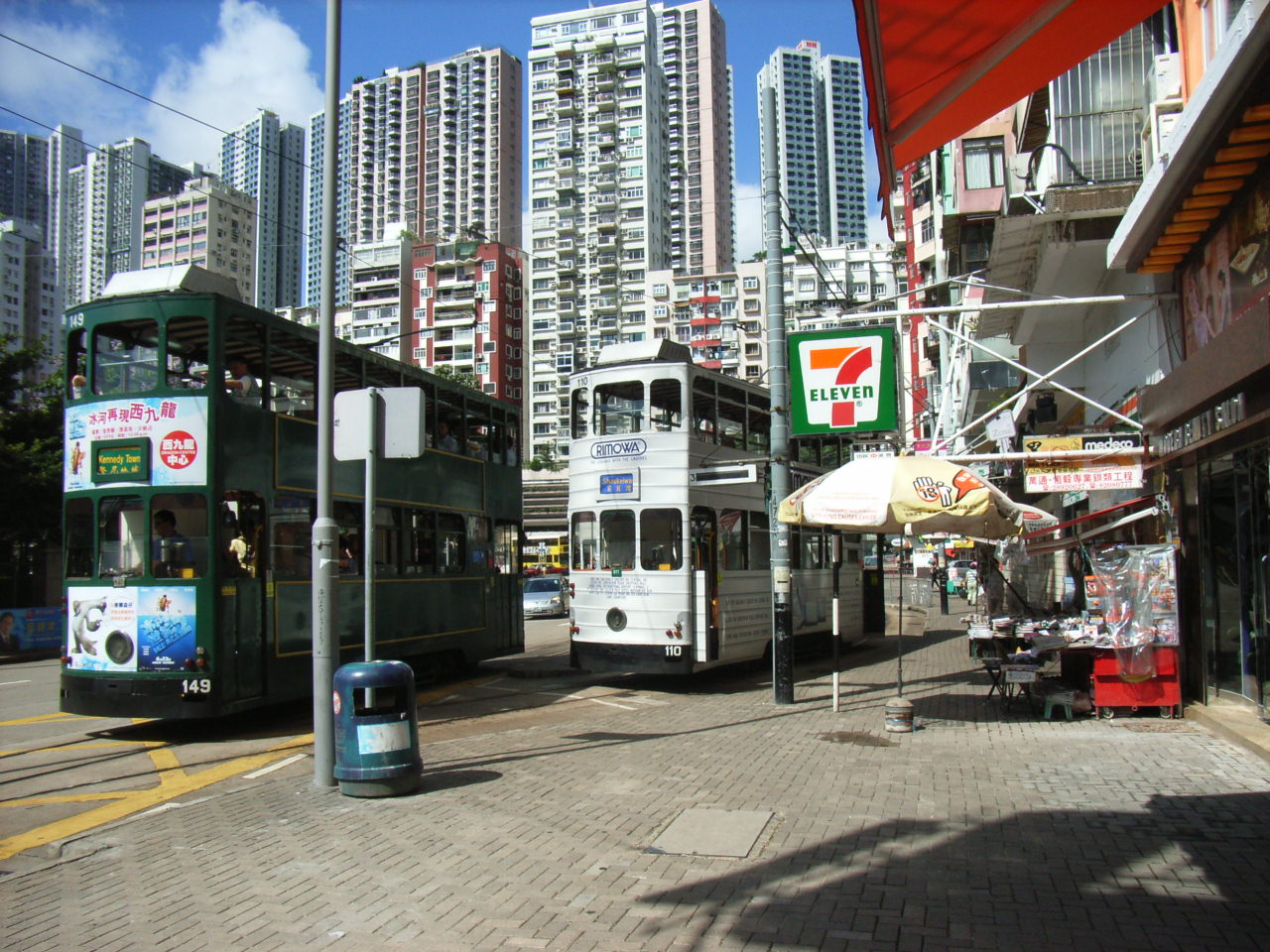
Un terminus de tramway dans Happy Valley

Le réseau de transports de Happy Valley est efficace, varié et permet de se déplacer partout dans l’île de Hong-Kong.
En effet, plusieurs lignes de tramway passent devant l’hippodrome et permettent de rallier une grande partie du reste du territoire. De plus, il y a un grand nombre de lignes de bus qui traversent Happy Valley comme les lignes 19, 8X, 10S et la plus ancienne ligne de bus de Hong-Kong, la no 1. Mais il y a aussi de nombreuses routes et tunnels qui relient Happy Valley aux autres quartiers et facilitent l’accès aux Nouveaux Territoires. Un grand nombre de stations de taxi font qu’il est extrêmement facile de trouver un taxi, même par temps de pluie[Quoi ?].

## Écoles et éducation
Happy Valley abrite plusieurs écoles importantes :
- Le Lycée français international Victor-Segalen (French International School of Hong Kong), qui a deux campus dans Happy Valley, celui de Jardine's Lookout et celui de Blue Pool Road[12].
- La Hong Kong Japanese School[13].
- La Hong Chi Morninghill School[14].